# SV Ottweiler
Der SV Ottweiler ist ein deutscher Sportverein mit Sitz in der saarländischen Stadt Ottweiler im Landkreis Neunkirchen.

## Geschichte

### Gründung und Teilnahme am DFB-Pokal
Der Verein wurde im Jahr 1919 gegründet. In der Saison 1946/47 spielte der Verein in der drittklassigen Bewährungsklasse Saar innerhalb der Gruppe Ost, mit lediglich 7:27 Punkten stieg man am Ende dieser Spielzeit jedoch in die 1. Kreisklasse ab. Zur Saison 1977/78 qualifizierte sich der die erste Fußball-Mannschaft des Vereins für die erste Runde des DFB-Pokal. Dort traf die Mannschaft am 30. Juli 1977 auf den TuRa Harksheide, da das Spiel 1:1 n. V. endete, wurde am 10. August ein Wiederholungsspiel ausgetragen. Dieses gewann Ottweiler zuhause mit 2:1. In der zweiten Runde trat der SV dann am 20. August beim BSV 07 Schwenningen an und unterlag dort mit 4:0. Zur darauffolgenden Saison sollte dann auch der Aufstieg in die Saarlandliga gelingen.

### Heutige Zeit
In der Saison 2003/04 spielte der Verein in der Bezirksliga Saarland, mit 51 Punkten wurde am Ende der Spielzeit der dritte Platz belegt. Nachdem am Ende der Saison 2005/06 mit nur 22 Punkten der 16. und damit letzte Platz belegt wurde, stieg die Mannschaft in die Kreisliga A Schaumberg ab. Die Saison 2007/08 sollte hier dann auch erst einmal die letzte gewesen sein, die Mannschaft zog sich aus der Liga zurück und trat nur noch für Freundschaftsspiele an.
Aber der Saison 2010/11 nahm der Verein dann innerhalb einer Spielgemeinschaft unter dem Namen SG 08 Ottweiler mit der DJK Ottweiler wieder am Spielbetrieb der Kreisliga A teil. Mit 57 Punkten platzierte sich die Mannschaft hier dann am Ende der Spielzeit auf dem sechsten Platz. Zur Saison 2012/13 gelang dann über den dritten Platz in der Vorsaison der Aufstieg in die Bezirksliga. Mit 18 Punkten stand dann über den 17. Platz und damit letzten Platz am Ende der Saison 2016/17 dann jedoch wieder der Abstieg an.
Zur Saison 2017/18 tat man sich dann mit dem TuS Steinbach zusammen und gründete die FSG Ottweiler/Steinbach, diese übernahm dann den Startplatz des TuS in der Saarlandliga. Bis heute kann sich die FSG dort auch halten.